# Carl Bernstein
Carl Bernstein  nascut el 14 de febrer de 1944, és un periodista d'investigació dels Estats Units, junt amb Bob Woodward al diari The Washington Post, van fer la major part de les notícies sobre l'escàndol Watergate. Aquest escàndol finalment va portar a la dimissió al president Richard Nixon. Per al seu paper en destapar l'escàndol, Bernstein va rebre molts premis i el diari Post va rebre el premi Pulitzer Prize for Public Service el 1973.
La carrera posterior de Bernstein a partir del Watergate va continuar focalitzada en el tema de l'ús i abús del poder. Ell és autor o coautor de sis llibres: All The President's Men, Final Days i The Secret Man, amb Bob Woodward; His Holiness: John Paul II and the History of Our Time, amb Marco Politi; Loyalties; i A Woman In Charge: The Life of Hillary Rodham Clinton. A més actualment és un Visiting Presidential Professor a Universitat de Stony Brook.
Bernstein nasqué a Washington, D.C., fill de Sylvia (Walker) i Alfred Bernstein. Inicià la seva carrera de periodista a setze anys quan va esdevenir un copyboy per al The Washington Star i va anar pujant ràpidament de categoria.
El juny de 1972, Bernstein va ser designat, al costat de Bob Woodward, per a cobrir una intrusió, que acabava de passar, al complex d'oficines Watergate. Allà tenia els seus quarters generals el Democratic National Committee (Comitè Nacional del Partit Demòcrata dels Estats Units)
Bernstein va deixar el diari Washington Post l'any 1977 i va començar a investigar les relacions secretes entre la CIA i els mitjans de premsa americans durant la Guerra Freda. Va trigar un any sencer a fer-ne l'article i es va publicar a la revista Rolling Stone.
Aleshores inicià la seva feina a ABC News. L'any 1982, per al programa de l'ABC Nightline, Bernstein va ser el primer a informar de la invasió israelí a la Guerra del Líban de 1982 i de les veritables intencions d'Ariel Xaron.
Dos anys després de deixar ABC News, Bernstein en el seu llibre Loyalties: A Son's Memoir, va revelar que els seus pares pertanyien al Partit Comunista, però que J. Edgar Hoover no va aconseguir demostrar-ho. Segons aquestes memòries, el FBI va vigilar la seva família durant trenta anys.

## Interpretacions
Bernstein va ser interpretat per Dustin Hoffman en la pel·lícula All the President's Men, i per Bruce McCulloch en la pel·lícula de 1999 Dick. En Heartburn, el paper de Jack Nicholson s'inspira lleugerament en Bernstein.